# Гонсалес, Русон
Русон Гонсалес (англ. Ruson Gonzalez; род. 24 мая 2000) — арубский шоссейный велогонщик.

## Карьера
Чемпион Арубы в групповой и индивидуальной гонках.
В 2019 году выступил на чемпионате Панамерики и чемпионате Карибов.

## Достижения
2019
 Чемпион Арубы — групповая гонка
 Чемпион Арубы — индивидуальная гонка
2021
 Чемпион Арубы — индивидуальная гонка